# Rosemary Stjernstedt
Rosemary Stjernstedt (geborene Owen Smith), (* 11. Juni 1912; † 31. Oktober 1998) war eine englische Stadtplanerin und Architektin der Avantgarde. Sie begann ihre Karriere als Möbeldesignerin in London und arbeitete dann an Produktionszeichnungen für das Barber Institute of Fine Arts in Birmingham. Nach Abschluss ihrer Ausbildung und dem Umzug nach Schweden konzentrierte sie sich auf die Stadtplanung. Nach dem Ende des Zweiten Weltkriegs kehrte Stjernstedt nach England zurück und wurde die erste Architektin, die den Status „Grade I“ beim London County Council erreichte.

## Leben und Werdegang
Rosemary Owen Smith wurde als Tochter des Bankiers Rupert Harry Smith und Dorothy Owen in Birmingham geboren und wuchs dort auf. Sie wurde an der Birmingham School of Art zur Architektin ausgebildet. Nach ihrem Abschluss 1934 fand sie Arbeit beim Entwurf von Kirchenmöbeln in London, bevor sie sich dem etablierteren Art-Deco-Büro von Robert Atkinson anschloss, wo sie an den Produktionszeichnungen für das Barber Institute for Fine Arts in Birmingham arbeitete. Während dieser Zeit absolvierte sie einen Planungskurs bei der Architectural Association, bevor sie sich 1939 entschloss, nach Schweden zu ziehen, nachdem sie in ihrem letzten Urlaub neue Wohnprojekte besichtigt hatte. Dort arbeitete sie sechs Jahre lang als Architektin und Stadtplanerin. Sie heiratete den schwedischen Rechtsanwalt – aus einer Adelsfamilie – Gunnar Stjernstedt (geb. 1911) und nahm seinen Nachnamen an. 1943 zog sie nach Göteborg, wo sie für das Planungsbüro der Stadt Göteborg an der Planung von Wohnungen und Spielplätzen arbeitete.
Nach dem Zweiten Weltkrieg kehrte Stjernstedt nach England zurück und begann für die London County Council Housing Division zu arbeiten. Sie war die erste Architektin, die beim London County Council den Status „Grade I“ erreichte, und 1950 wurde sie die erste Frau, die den Status „Senior Grade I“ in einer britischen Council County Division erreichte. Von 1951 bis 1955 leitete sie das Entwurfsteam für Alton East Estate, eine bahnbrechende Sozialwohnungssiedlung in Roehampton, die später als Gebäude der Kategorie II unter Denkmalschutz gestellt wurde.

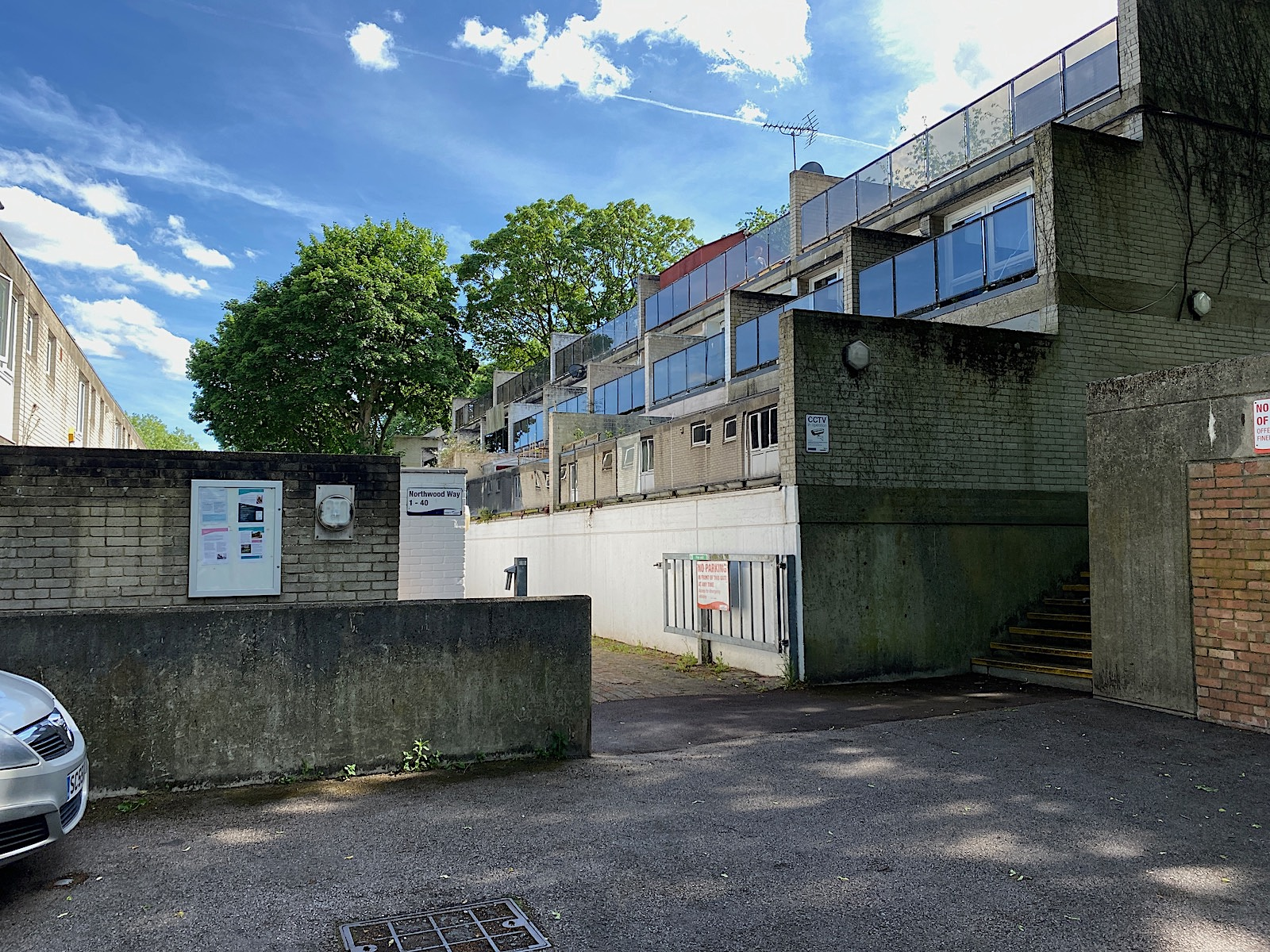
Central Hill Estate

Als der London County Council 1964 aufgelöst wurde, begann Stjernstedt für den Lambeth London Borough Council unter Ted Hollamby zu arbeiten. Dort leitete sie das Designteam für eine Vielzahl von Projekten, zu denen auch der Masterplan für die Central Hill Estate gehörte, eine weitere landschaftlich gestaltete, preisgekrönte Gemeindesiedlung. Im Central Hill Estate artikulierten sich der skandinavische Einflüsse durch einen ruhigen, humanen Planungsansatz weiter. Stjernstedts Jahre in Schweden hatten einen nachhaltigen Einfluss, nicht nur auf ihre Designansätze, sondern auch auf ihre Karriere. Die Arbeit in einem Land mit einer ausgeprägten Kultur der Gleichberechtigung der Geschlechter gab ihr das Selbstvertrauen, die Fortschritte im öffentlichen Sektor voll auszunutzen (das LCC war der erste Arbeitgeber im Land, der das Verbot für verheiratete Frauen aufhob und Gesetze für gleiche Bezahlung einführte) und sich durch die Hierarchie hochzuarbeiten, um die erste Frau zu werden, die den Status eines „Senior Grade I“ in einer britischen Bezirksverwaltung erreichte.
1967 wechselte sie in das Housing Development Directorate des Umweltministeriums und arbeitete dort unter der Architektin Pat Tindale. Sie half Tindale bei ihren Forschungen zu Grundrissen und zum Holzrahmenbau und arbeitete eng mit der Abteilung für Bauvorschriften zusammen. Stjernstedt ging 1972 im Alter von 60 Jahren in den Ruhestand und zog nach Wales, wo sie weiterhin an bescheidenen Umbauten für die Cottages der Einheimischen arbeitete.
1986 lud die RIBA sie als Anerkennung für ihre Leistungen in ihr Gremium der Avantgarde-Architektinnen ein. Zu dem Gremium gehörten Jane Drew, Elaine Denby, Lynne Walker und Pat Tindale.
Sie hatte einen Sohn, Robert (1941–2012), einen in Afrika lebenden Ornithologen, der das Baronat Stjernstedt nach dem Tod seines Vaters erbte; ihr Partner im späteren Leben war Fred Parker. Sie starb am 31. Oktober 1998.